# Кирсанов, Виталий Антонович
Вита́лий Анто́нович Кирса́нов (11 мая 1939, Гордеевка, Орловская область — 28 сентября 2000, Владивосток) — российский государственный деятель, начальник Дальневосточного таможенного управления (1998—2000), генерал-лейтенант таможенной службы. Специалист по промышленному и гражданскому строительству, участник строительства Владивостока.

## Биография
Виталий Антонович Кирсанов родился 11 мая 1939 года в селе Гордеевка Гордеевского района Орловской области (ныне — Брянской области). Мать Тюваева Мария Владимировна работала медицинской сестрой, была участником ВОВ, погибла в мае 1951 года от несчастного случая. Отец Кирсанов Антон Андреевич работал служащим, был участником ВОВ, долгое время значился без вести пропавшим, после окончания войны проживал с другой семьёй, умер в 1987 году в Кемеровской области.
После смерти матери с 1951 года Виталий вместе с сестрой Валентиной воспитывался у дедушки в г. Рыльске.
В 1946 году поступил в школу и окончил в 1953 году семь классов. В этом же году поступил в Рыльский строительный техникум Курской области, по окончании его был направлен на работу мастером в ОКС на Завод имени В. И. Ленина в г. Ижевск. С 1958 года по 1960 год работал мастером, прорабом в УНР-6 стройтреста № 74 в г. Кургане. В апреле 1960 года по комсомольской путевке приехал строить город Владивосток, где работал мастером, прорабом, ст. прорабом в СУ-3 треста «Отделстрой» Главвладивостокстроя. По направлению организации поступил в 1963 году и в 1968 году окончил Дальневосточный политехнический институт имени В. В. Куйбышева по специальности «Промышленное и гражданское строительство». За период учебы все пять лет принимал активное участие в работе студенческих отрядов. Был бессменным парторгом группы. Был командиром первого студенческого строительного отряда в Приморье. Был участником первого слета студенческих отрядов в г. Москве.
По окончании института работал прорабом, ст. прорабом, главным инженером, начальником СУ Главвладивостокстроя. Под его непосредственным руководством и участием строился Большой Владивосток: горбольница на 1-й речке, жилые комплексы, школы и детские сады на проспекте 100-летия, район ул. Постышева, Второй речки, ул. Спортивной. В 1972 году избирался зам. Председателя Ленинского райисполкома, в 1973 году был утвержден зав. отделом строительства Владивостокского ГК КПСС. С марта 1975 года по август 1977 года был первым секретарем Первореченского райкома КПСС, с этой должности был направлен на учебу в Москву в Академию общественных наук при ЦК КПСС, которую окончил в 1979 году. По окончании АОН работал заместителем начальника Главвладивостокстроя до апреля 1985 года.
С апреля 1985 года по август 1991 года (до Августовского путча) работал в Приморском крайкоме КПСС на должностях зав. отделом строительства, зав. социально-экономическим отделом, секретарем крайкома. С октября 1991 года работал главным специалистом ПО «Приморкрайстрой».
С сентября 1992 года работал в Дальневосточном таможенном управлении в должностях начальника отдела, заместителя, первого заместителя начальника управления, начальника ДВТУ (с августа 1998 года). Генерал-лейтенант таможенной службы. По свидетельству жены, бескорыстно защищал интересы отечества, о военной карьере и чинах не мечтал, поднимался ступенька за ступенькой до специального звания генерал-лейтенанта таможенной службы.
Виталий Антонович Кирсанов скончался рано утром (около 4-х часов утра) 28 сентября 2000 года в Краевой клинической больнице (г. Владивосток). Диагноз: инфаркт задней части сердца (после вскрытия).
Был женат. Жена — экономист. Дети тоже экономисты. Внук — Максим 1992 года рождения.